# Nicola Bacciocchi
Nicola Bacciocchi (ur. 16 grudnia 1971 w Domagnano) – sanmaryński piłkarz występujący na pozycji pomocnika, reprezentant San Marino w latach 1991–2000.

## Kariera klubowa
Podczas swojej kariery grał w klubach AS Santarcangiolese, San Marino Calcio, SP Domagnano oraz SS Juvenes.

## Kariera reprezentacyjna
22 maja 1991 zadebiutował w reprezentacji San Marino w przegranym 0:3 meczu z Bułgarią. 28 października 1992 zdobył jedyną bramkę dla drużyny narodowej w spotkaniu z Turcją w Ankarze (1:4). Był to pierwszy gol reprezentacji w jej 9. występie w historii, który został strzelony z gry. Ogółem w latach 1991–2000 Bacciocchi zanotował w kadrze 33 spotkania, zdobywając jedną bramkę.

### Bramki w reprezentacji
| Lp. | Data                 | Miejsce                 | Przeciwnik | Bramka | Rezultat | Ranga meczu                       |
| --- | -------------------- | ----------------------- | ---------- | ------ | -------- | --------------------------------- |
| 1.  | 28 października 1992 | Stadion 19 Maja, Ankara | Turcja     | 1:1    | 1:4      | Eliminacje Mistrzostw Świata 1994 |

## Sukcesy

### Zespołowe
SP Domagnano
- mistrzostwo San Marino: 2001/02, 2002/03, 2004/05
- Puchar San Marino: 1996, 2001, 2002, 2003
- Superpuchar San Marino: 2001, 2004

### Indywidualne
- Pallone di Cristallo: 2002